# Lora de Estepa
Lora de Estepa ist eine Gemeinde und ein Dorf in der Provinz Sevilla in Spanien mit 888 Einwohnern (Stand: 2024). Sie liegt in der Comarca Sierra Sud in Andalusien.

## Geografie
Villanueva de San Juan liegt im südlichen Teil der Provinz Sevilla. Die Gemeinde grenzt an Casariche und Estepa.

## Geschichte
Die Gegend um Lora de Estepa ist schon seit der Altsteinzeit von Menschen bewohnt. Lokale Höhlen wurden während der Kupferzeit als Gräber genutzt, und später siedelten sich Menschen aus der Tartessos- und der iberischen Kultur in der Region an. Das Gebiet wurde schließlich von den Römern erobert und kolonisiert. Es wurde spekuliert, dass Lora de Estepa die römische Stadt "Lauro" gewesen sein könnte, die von Florus erwähnt wird. Wenn diese Identifizierung richtig ist, war Lora de Estepa der Ort einer wichtigen Schlacht in Caesars Bürgerkrieg im Jahr 45 v. Chr., in der Caesarische Truppen Gnaeus Pompeius den Jüngeren, Sohn von Gnaeus Pompeius Magnus, in die Enge trieben und töteten.
Nach der Eroberung Hispaniens durch die Umayyaden wurde die örtliche Siedlung als Al-Auria bekannt. Die Stadt wurde 1250 von den Christen erobert und dem Santiagoorden übergeben, blieb aber bis zur christlichen Eroberung von Antequera im Jahr 1410 ein umkämpftes Kriegsgebiet. Danach nahm die Bevölkerung der Region wieder zu. Die heutige Gemeinde wurde 1837 von Estepa unabhängig.

## Sehenswürdigkeiten
- Kirche San Miguel